# Legde/Quitzöbel
Die Gemeinde Legde/Quitzöbel liegt im Landkreis Prignitz im Land Brandenburg. Sie wird vom Amt Bad Wilsnack/Weisen verwaltet.

## Geografie
Legde/Quitzöbel liegt südlich von Bad Wilsnack an der Elbe, nördlich der Landesgrenze zu Sachsen-Anhalt.

## Gemeindegliederung
Zu Legde/Quitzöbel gehören die bewohnten Gemeindeteile Legde, Lennewitz, Quitzöbel und Roddan sowie der Wohnplatz Wehrwärterhaus.

## Geschichte
Legde/Quitzöbel entstand am 31. März 2002 aus dem freiwilligen Zusammenschluss der bis dahin selbstständigen Gemeinden Legde und Quitzöbel.
Legde und Quitzöbel gehörten seit 1817 zum Kreis Westprignitz in der Provinz Brandenburg und ab 1952 zum Kreis Perleberg im DDR-Bezirk Schwerin. Seit 1993 liegen beide Orte im brandenburgischen Landkreis Prignitz.

### Legde

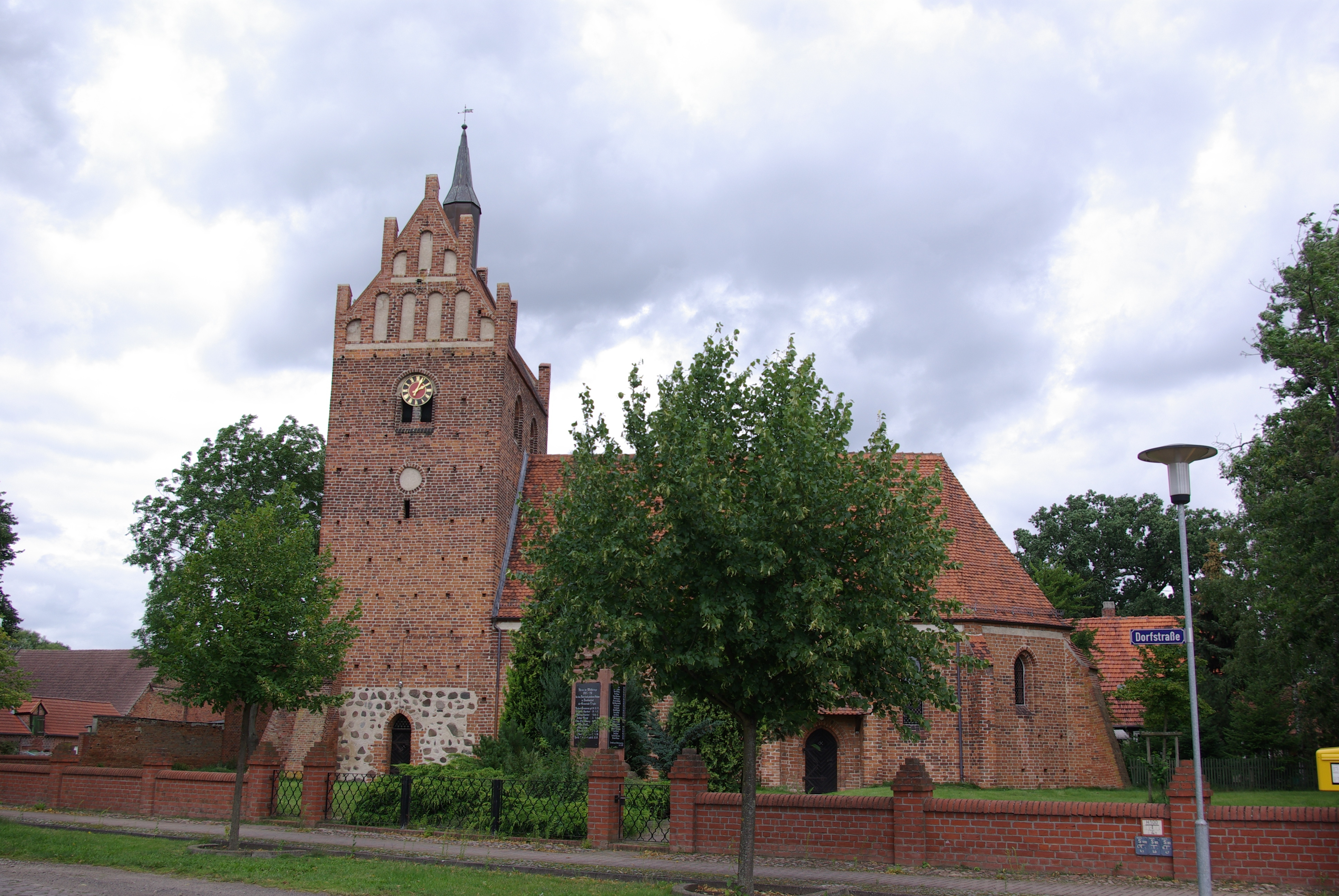
Kirche in Legde

In der ersten geschichtlichen Erwähnung 1274 wird Legde im Zusammenhang mit einem Grenzstreit zwischen Legde und Roddan erwähnt.

### Lennewitz
Die erste urkundliche Erwähnung von Lennewitz stammt von 1310 als Leneuiz. Der Name ist slawisch und leitet sich vom Personennamen Len ab, was Faulpelz bedeutet.

### Quitzöbel
Beim Bau des Gnevsdorfer Vorfluters wurden 1952 am rechten Ufer bei Quitzöbel bzw. Nitzow drei Einbäume freigelegt. Zwei der Boote zerbrachen im Verlauf der Arbeit und gingen verloren. Der dritte Einbaum konnte nahezu vollständig geborgen werden, lediglich die Spitze war durch den Bagger geringfügig beschädigt.
Quitzöbel war Stammsitz des märkischen Adelsgeschlechts von Quitzow. Die erste urkundliche Erwähnung als Quitzhovel stammt von 1310. Der mittelniederdeutsche Name bedeutet Quitzows Hügel. Im 17. Jahrhundert ging der Ort in den Besitz der von Bülow über. Später wurden die Familien von Gansauge und danach von Jagow Eigentümer der Siedlung.
Am 6./7. März 1830 wurden Quitzöbel, Legde und Lennewitz nach mehreren durch Eisgang und Eisstau verursachten Dammbrüchen an der Elbe völlig überschwemmt. Die Schäden waren beträchtlich.
Am 1. Februar 1974 wurde Quitzöbel nach Legde eingemeindet. Am 1. Mai 1990 wurde der Ort wieder zu einer selbstständigen Gemeinde.
Das 1754 erbaute Schloss Quitzöbel wurde von Theodor Fontane in seinem Werk Fünf Schlösser erwähnt. Das Schloss existiert bis heute und wurde nach 1945 zunächst enteignet und dann verschiedenen Nutzungen zugeführt, u. a. als Schule und Lehrlingswohnheim. Nach 1990 stand es leer, seit 1999 befindet es sich in Privatbesitz.

## Bevölkerungsentwicklung
| Jahr | Legde | Quitzöbel |      | Jahr | Legde/Quitzöbel |
| ---- | ----- | --------- | ---- | ---- | --------------- |
| 1875 | 515   | 659       | 2002 | 756  |                 |
| 1910 | 421   | 561       | 2005 | 721  |                 |
| 1939 | 450   | 616       | 2010 | 656  |                 |
| 1946 | 673   | 749       | 2015 | 619  |                 |
| 1950 | 642   | 763       | 2020 | 606  |                 |
| 1971 | 454   | 458       | 2021 | 600  |                 |
| 1990 | 583   | 343       | 2022 | 613  |                 |
| 1995 | 536   | 323       | 2023 | 598  |                 |
| 2000 | 472   | 303       | 2024 | 580  |                 |
| 2001 | 452   | 299       |      |      |                 |

Gebietsstand des jeweiligen Jahres, Einwohnerzahl: Stand 31. Dezember (ab 1991), ab 2011 auf Basis des Zensus 2011, seit 2022 auf Basis des Zensus 2022

## Politik

### Gemeindevertretung
Die Gemeindevertretung von Legde/Quitzöbel besteht aus acht Gemeindevertretern und dem ehrenamtlichen Bürgermeister. Die Kommunalwahl am 26. Mai 2019 führte zu folgendem Ergebnis:
| Partei / Wählergruppe              | Stimmenanteil | Sitze |
| ---------------------------------- | ------------- | ----- |
| Freie Wählergruppe Legde-Quitzöbel | 74,4 %        | 6     |
| Einzelbewerber Stephan Frank       | 15,4 %        | 1     |
| AfD                                | 10,2 %        | 1     |

### Bürgermeister
- 2003–2014: Wolfgang Milstrey (CDU)[11]
- seit 2014–2019: Hartmut Zippel (Freie Wählergruppe Legde-Quitzöbel)[12]
- 2019–2024: Wolfgang Milstrey (CDU)
- seit 2024: Marius Will (Einzelbewerber)

Milstrey wurde in der Bürgermeisterwahl am 26. Mai 2019 mit 52,8 % der gültigen Stimmen für eine Amtszeit von fünf Jahren gewählt.

Bei der Bürgermeisterwahl am 9. Juni 2024 wurde Marius Will mit 68,3 % bei zwei Mitbewerbern für fünf Jahre zum Bürgermeister gewählt.

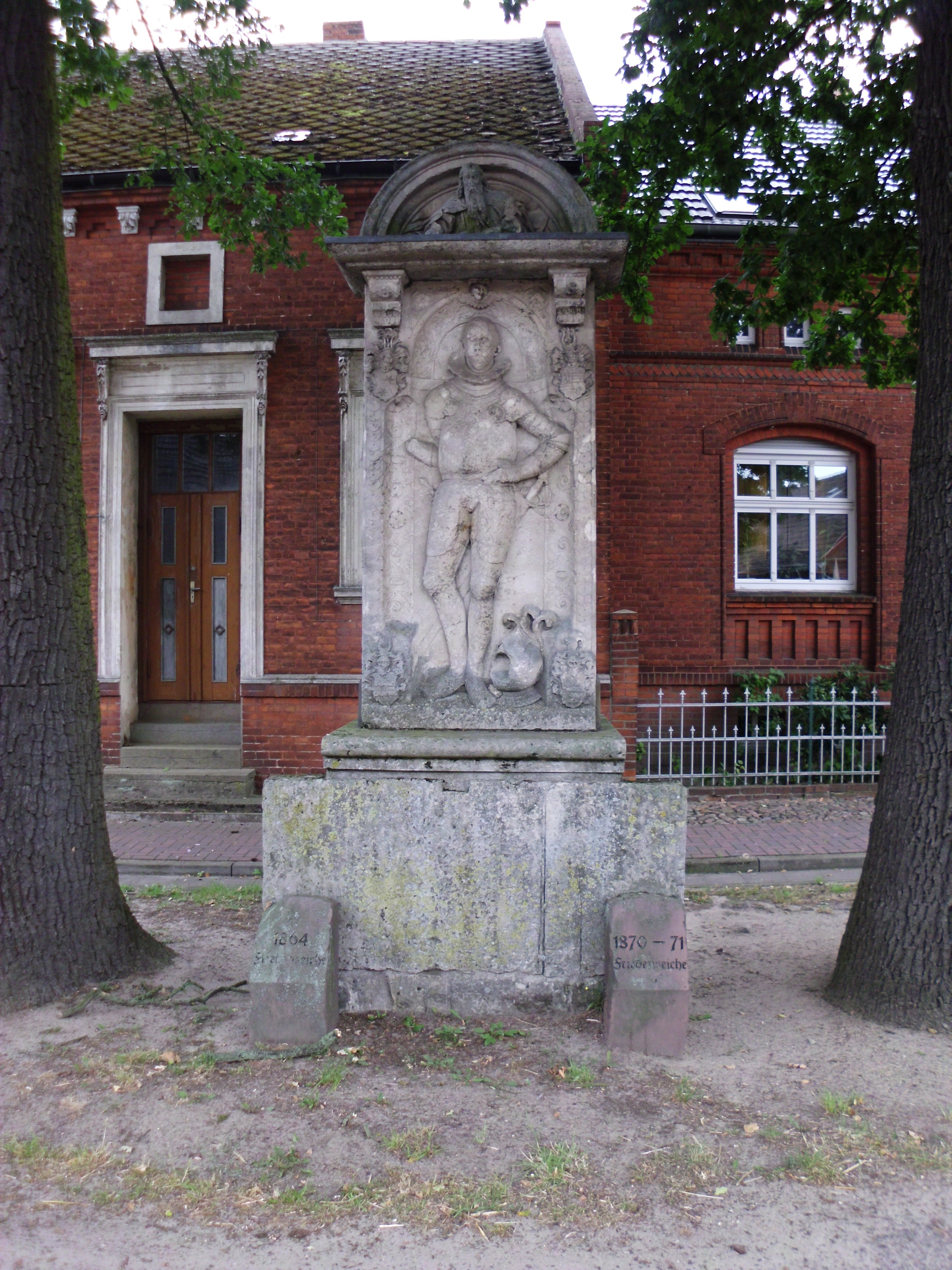
Quitzow-Denkmal in Legde für den 1593 hier erschlagenen Dietrich von Quitzow

## Sehenswürdigkeiten
- Kirche mit Pfarrhaus in Ledge
- Quitzow-Denkmal in Legde, unter dem Denkmal soll das Pferd vom Herrn von Quitzow begraben worden sein
- Kirche in Lennewitz (1909 im Jugendstil errichtet), die Pläne dazu stammten von dem Berliner Architekten Georg Büttner, die Verzierungen vom Kunstmalereiunternehmen Otto Linnemann aus Frankfurt am Main.[16]
- Backsteinkirche in Quitzöbel, Anfang des 16. Jahrhunderts errichtet[17]

Siehe auch: Liste der Baudenkmale in Legde/Quitzöbel

## Wirtschaft und Infrastruktur
Der Baustoffindustrielle Kurt Glass betreibt seit den 1990er Jahren in Legde ein Wellnesshotel.
Verkehr
Legde/Quitzöbel liegt an der Landesstraße L 10 zwischen Bad Wilsnack und Havelberg.

## Persönlichkeiten
- Hermann von Jagow (1848–1923), Gutsbesitzer, Reichstagsabgeordneter, in Quitzöbel geboren
- Rainer Neumann (* 1949), Politiker (CDU), Mitglied des Landtages Brandenburg, in Legde geboren